# Tracey Needham
Tracey Needham (Dallas, 28 marzo 1967) è un'attrice statunitense.

## Biografia
È nota per le interpretazioni di Paige Thatcher nella serie televisiva Una famiglia come tante (dalla seconda alla quarta stagione), e del Lt. Megan "Meg" Austin nella prima stagione della serie televisiva JAG - Avvocati in divisa.

## Filmografia

### Cinema
- La vera storia di Bonnie e Clyde (Bonnie & Clyde: The True Story), regia di Gary Hoffman (1992)
- Sensation, regia di Brian Grant (1994)
- The Last Harbor, regia di Paul Epstein (2010)

### Televisione
- Due come noi (Jake and the Fatman) – serie TV, episodio 1x22 (1988)
- Una famiglia come le altre (Life Goes On) – serie TV, 40 episodi (1990-1993)
- JAG - Avvocati in divisa (JAG) – serie TV, 20 episodi (1995-1996)
- Morte apparente (Buried Alive II), regia di Tim Matheson – film TV (1997)
- Total Security – serie TV, 13 episodi (1997)
- Jarod il camaleonte (The Pretender) – serie TV, episodio 4x16 (2000)
- The Division – serie TV, 66 episodi (2001-2003)
- CSI - Scena del crimine (CSI: Crime Scene Investigation) – serie TV, episodio 4x19 (2004)
- CSI: Miami – serie TV, episodio 3x21 (2005)
- Criminal Minds – serie TV, episodio 1x12 (2006)
- Senza traccia (Without a Trace) – serie TV, episodio 4x21 (2006)
- Veronica Mars – serie TV, episodi 3x13-3x14-3x16 (2007)

## Doppiatrici italiane
Nelle versioni in italiano delle opere in cui ha recitato, Tracey Needham è stata doppiata da:
- Franca D'Amato ne Una famiglia come le altre
- Francesca Guadagno in JAG - Avvocati in divisa
- Beatrice Margiotti in The Division
- Emanuela Baroni in CSI: Miami
- Cristina Boraschi in Criminal Minds